# Take The Air
《Take The Air》는 2010년 8월에 발표된 디어 클라우드의 첫 번째 EP 앨범이다.

## 수록곡
1. You're Never Gonna Know (Intro)
2. 그때와 같은 공간, 같은 노래가
3. Last Scene
4. 무너져
5. 사라지지 말아요
6. 어떻게도 (Jan '05 demo)